# Jenny McCarthy
Jenny McCarthy (Chicago, 1 de Novembro de 1972) é uma atriz americana. Além de atriz, é comediante, escritora e ativista e uma conhecida top model. Começou a carreira como modelo da Playboy em Outubro de 1993 antes de começar sua carreira no cinema e TV.
Recentemente escreveu livros sobre a maternidade e se tornou uma ativista ao pedir reivindicações, não comprovadas pelos médicos, de que as vacinas causam autismo e que a terapia quelante ajuda a curá-lo. Na publicação de 1998 das 100 Mulheres Mais Sensuais da FHM, ficou na primeira classificação.

## Filmografia

### Cinema
| Ano  | Título                                  | Papel                | Notas             |
| ---- | --------------------------------------- | -------------------- | ----------------- |
| 1995 | Things to Do in Denver When You're Dead | Enfermeira loira     |                   |
| 1996 | The Stupids                             | Atriz glamurosa      |                   |
| 1998 | BASEketball                             | Yvette Denslow       |                   |
| 1999 | Diamonds                                | Sugar                |                   |
| 2000 | Pânico 3                                | Sarah Darling        |                   |
| 2000 | Python                                  | Francesca Garibaldi  | Filme para TV     |
| 2001 | Thank Heaven                            | Julia                |                   |
| 2002 | Crazy Little Thing                      | Whitney Ann Barnsley |                   |
| 2003 | Todo Mundo em Pânico 3                  | Katie                |                   |
| 2005 | Dirty Love:Dando o Troco                | Rebecca Sommers      |                   |
| 2006 | Lingerie Bowl                           | -                    | Filme para TV     |
| 2006 | Todas Contra John                       | Lori                 |                   |
| 2006 | Santa Baby                              | Mary Class           | Filme para TV     |
| 2008 | Wieners                                 | Ms. Isaac            |                   |
| 2008 | Witless Protection                      | Connie               |                   |
| 2008 | Command & Conquer: Red Alert 3          | Agent Tanya          | Jogo de Videogame |
| 2009 | Santa Baby 2: Christmas Maybe           | Mary Class           | Filme para TV     |

### Televisão
| Ano  | Título             | Papel          | Notas                                        |
| ---- | ------------------ | -------------- | -------------------------------------------- |
| 2003 | Charmed            | Mitzy Stillman | (Episódio 6x04 - The Power of Three Blondes) |
| 2008 | Two and a Half Men | Courtney       |                                              |
| 2009 | Chuck              | Sylvia         |                                              |
| 2011 | Two and a Half Men | Courtney       |                                              |